# Landslide of Love
«Landslide of Love» es el tercer sencillo de la banda británica Transvision Vamp lanzado en su segundo álbum Velveteen. Fue un éxito en 1989, permaneció cinco semanas en el Reino Unido Singles Chart y llegó a la posición #14.
La letra de la canción cuenta como la cantante está sola y triste en su habitación esperando una llamada de su ser amado, pero esta no se produce.

## Pistas
7" vinilo (TVV 8 / TVVP 8)
1. «Landslide of Love» - 3:50
2. «Hardtime» (Anthony Doughty) - 3:37
3. «He's the Only One for Me» (Dave Parsons) - 3:32

12" vinilo (TVVT 8 / TVVTG 8)
1. «Landslide of Love» (Extended Version) - 4:57
2. «W11 Blues» - 4:51
3. «Hardtime» - 3:37
4. «He's the Only One for Me» - 3:32

CD sencillo (DTVVT 8)
1. «Landslide of Love» - 3:50
2. «11 Blues» - 4:51
3. «Hardtime» - 3:37
4. «He's the Only One for Me» - 3:32

## Posicionamiento
| Lista (1989)             | Puesto |
| ------------------------ | ------ |
| Australian Singles Chart | 70     |
| Irish Singles Chart      | 8      |
| UK Singles Chart         | 14     |